# Quang phổ kế lăng kính

Thiết lập quang phổ kế lăng kính

Thiết lập quang phổ kế lăng kính (góc thấp với ánh sáng)

Thiết lập quang phổ kế lăng kính (góc cao với ánh sáng)

Quang phổ kế lăng kính là quang phổ quang học sử dụng lăng kính tán sắc làm bộ sắc tán sắc của nó. Lăng kính khúc xạ ánh sáng thành các màu khác nhau (bước sóng). Sự tán sắc xảy ra do góc khúc xạ phụ thuộc vào chỉ số khúc xạ của vật liệu của lăng kính, do đó phụ thuộc một phần vào bước sóng ánh sáng truyền qua nó. 

## Học thuyết
Ánh sáng được phát ra từ một nguồn như đèn hơi. Một khe chọn một dải ánh sáng mỏng đi qua ống chuẩn trực, nơi nó được song song. Tia sáng thẳng sau đó đi qua lăng kính trong đó nó bị khúc xạ hai lần (một lần khi đi vào và một lần khi rời đi). Do bản chất của một phần tử tán sắc, góc mà ánh sáng bị khúc xạ phụ thuộc vào bước sóng của nó. Điều này dẫn đến một dải các vạch sáng mỏng, mỗi vạch có thể quan sát được ở một góc khác nhau. 
Thay thế lăng kính bằng cách tử nhiễu xạ sẽ cho ra quang phổ kế cách tử. Các cách tử quang học ít tốn kém hơn, cung cấp độ phân giải cao hơn nhiều và dễ hiệu chỉnh hơn, do phụ thuộc nhiễu xạ tuyến tính của chúng. Góc khúc xạ của lăng kính thay đổi phi tuyến theo bước sóng. Dù vậy, cách tử có tổn thất cường độ đáng kể. 

## Sử dụng

### Máy quang phổ
Quang phổ kế lăng kính có thể được sử dụng để xác định thành phần của vật liệu từ các vạch quang phổ phát ra của nó. 

### Đo chiết suất
Máy quang phổ kế lăng kính có thể được sử dụng để đo chiết suất của vật liệu nếu biết được bước sóng của ánh sáng. Hiệu chuẩn của máy quang phổ lăng kính được thực hiện với các vạch quang phổ đã biết từ đèn hơi hoặc ánh sáng laser. 